# Tephrochlamys nigricornis
Tephrochlamys nigricornis är en tvåvingeart som först beskrevs av Johann Wilhelm Meigen 1838.  Tephrochlamys nigricornis ingår i släktet Tephrochlamys och familjen myllflugor.
Artens utbredningsområde är Belgien. Inga underarter finns listade i Catalogue of Life.